# Gamasomorpha lucida
Gamasomorpha lucida är en spindelart som beskrevs av Simon 1893. Gamasomorpha lucida ingår i släktet Gamasomorpha och familjen dansspindlar.
Artens utbredningsområde är Filippinerna. Inga underarter finns listade i Catalogue of Life.